# Palvis
Palvis är en by i Vörå kommun, Österbotten, Finland. 
Byn är en av kommunens kustbyar och omnämns i skriftliga källor 1548 som Paluesiby och betydelsen kan vara en referens till det kustnära läget. Det finska ordet palovesi går att översätta till kustvatten eller brännvattnet. 